# Осадовий ритм
Осадовий ритм — група шарів, пов'язана направленою зміною їх ознак, яка закономірно повторюється в розрізі.